# めがね橋停留場
めがね橋停留場（めがねばしていりゅうじょう、めがね橋電停）は、長崎県長崎市栄町にある長崎電気軌道蛍茶屋支線の停留場である。駅番号は37。
2号・4号・5号各系統が停車する。

## 歴史

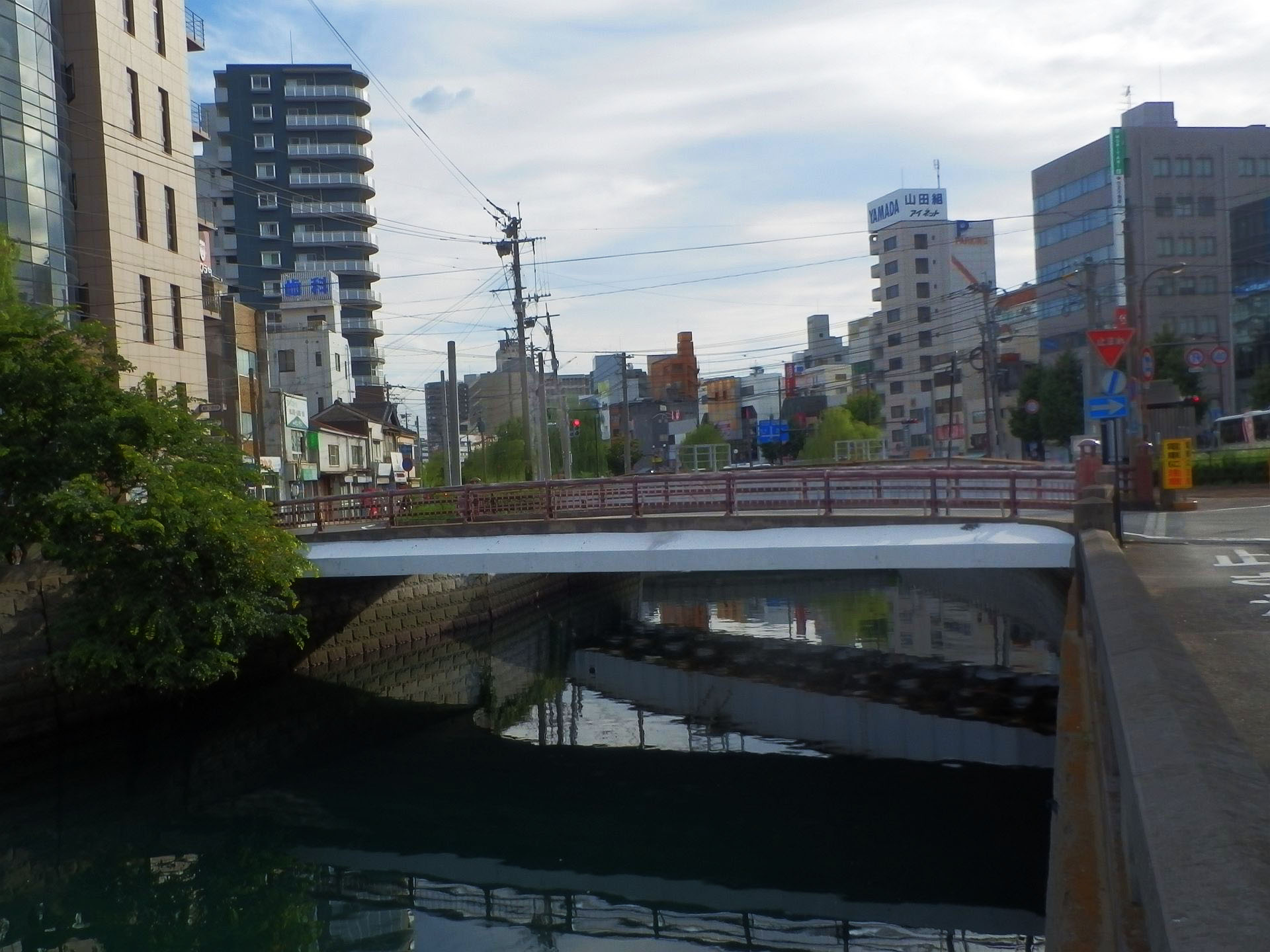
中島川に架かる賑橋

当停留場は1920年（大正9年）に開業した。開業は長崎電軌の第3期線築町 - 古町（廃止）間の開通と同日のことである。開業時の停留場名は賑橋停留場（にぎわいばしていりゅうじょう）で、「賑橋」は中島川に架かる橋梁の一つ。蛍茶屋支線の軌道も中島川を軌道専用の橋梁（中島川橋梁）にて渡河している。
停留場名は2018年（平成30年）にめがね橋停留場に改称、乗客の利便性のため沿線の観光地の名称を停留場名とした。

### 年表
- 1920年（大正9年）12月25日：賑橋停留場として開業[2]。
- 1954年（昭和29年）4月30日：公会堂前寄りに移設[2][10]。
- 2000年（平成12年）2月：正覚寺下・石橋方面のホームを拡幅、延長する[11]。
- 2006年（平成18年）3月：蛍茶屋方面のホームを改修[11]。
- 2018年（平成30年）8月1日：めがね橋停留場に改称[8][9]。
- 2023年（令和5年）6月23日：乗用車が停留場の防護壁に衝突する事故[12]。

## 構造
めがね橋停留場は併用軌道区間にあり、道路上にホームが置かれる。ホームは2面あり、2本の線路を挟んで向かい合わせに配置されている（相対式ホーム）。軌道の東側に崇福寺・石橋方面行きのホーム、西側に蛍茶屋方面行きのホームがある。蛍茶屋方面行きのホームはかつて西浜町寄り、軌道が中島川を蛍茶屋側に越えたところに設けられていた。

## 利用状況
長崎電軌の調査によると1日の乗降客数は以下の通り。
- 1998年 - 1,715人[1]
- 2015年 - 900人[13]

## 周辺

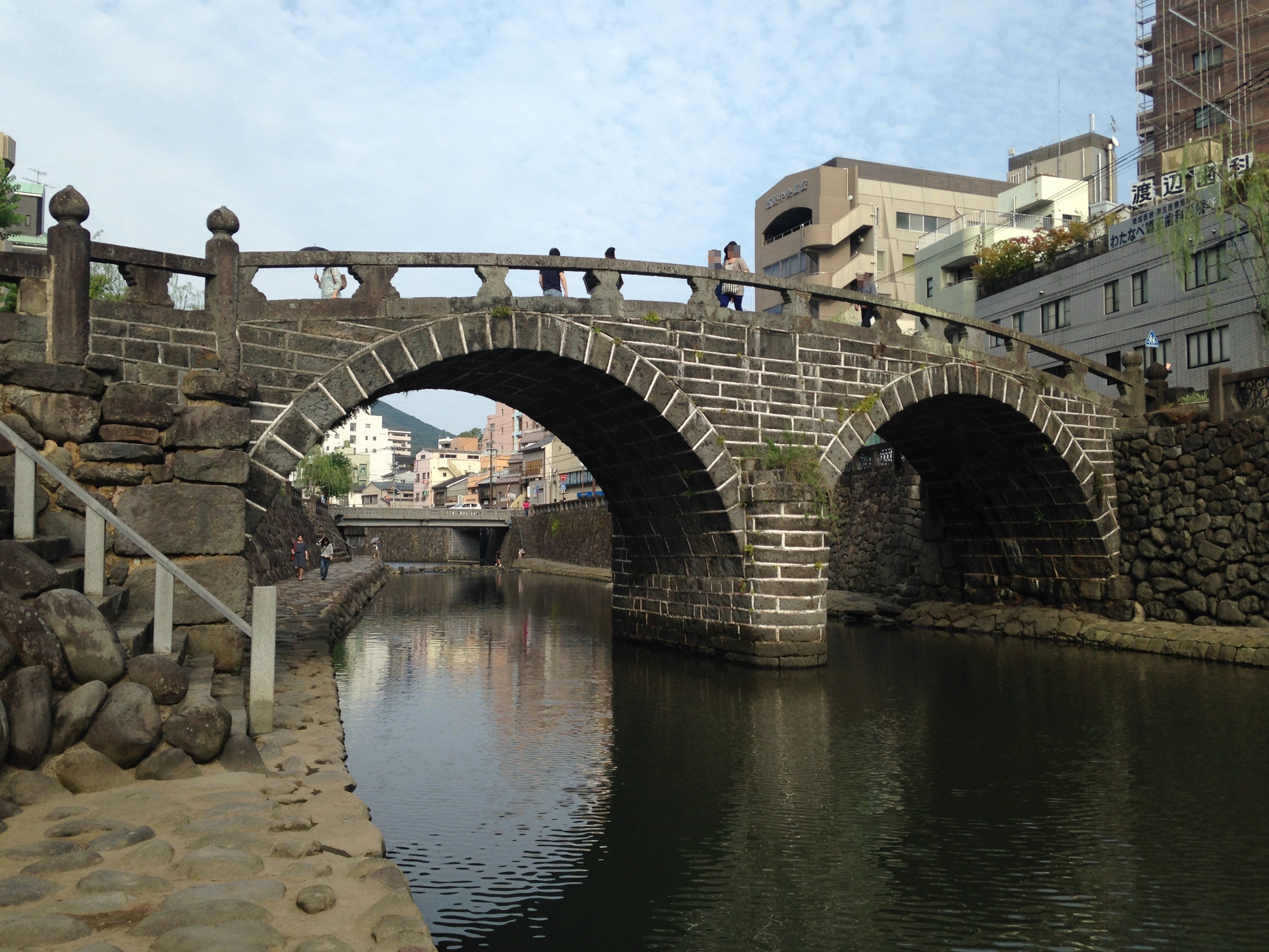
眼鏡橋

眼鏡橋の最寄り停留場で、観光客の利用も多い。周囲にはオフィスビルも建ち並ぶ。
2003年（平成15年）には長崎電軌の賑町変電所が停留場近くに開設された。これは老朽化した出島変電所に代わって新設された変電所で、煉瓦造の教会を模した西洋風の外観をしている。
- 十八親和銀行長崎営業部
- 長崎銀行本店
- たちばな信用金庫 長崎中央支店
- エフエム長崎本社
- 晧台寺
- 長崎女子商業高等学校
- 匠寛堂（カステラ）

## 隣の停留場
長崎電気軌道
蛍茶屋支線
浜町アーケード停留場 (36) - めがね橋停留場 (37) - 市役所停留場 (38)